# Premi AVN a la millor actriu secundària
El Premi AVN a la millor actriu secundària és un guardó que ha estat atorgat per l'empresa de la indústria del sexe AVN des de la creació del lliurament de 1984. Se celebren durant l'AVN Adult Entertainment Expo que té lloc a Las Vegas (Nevada) en el primer trimestre de l'any.

## Guanyadores i nominades
NOTA: (f)ilm i (v)ideo indiquen categories separades la majoria dels anys anteriors al 2009
| Any  | Foto                                      | Guanyadora pel·lícula                   | Nominades pel·lícules |
| 1984 |                                           | Tiffany Clark Hot Dreams                |                       |
| 1985 |                                           | Lisa De Leeuw Dixie Ray, Hollywood Star |                       |
| 1986 | Lisa De Leeuw Raw Talent                  |                                         |                       |
| 1987 |                                           | Colleen Brennan (f) Star Angel          |                       |
| 1988 |                                           | Tish Ambrose (f) Firestorm II           |                       |
| 1989 |                                           | Nina Hartley (f) Portrait of an Affair  |                       |
| 1989 | Jacqueline Lorains (v) Beauty & the Beast |                                         |                       |

### 1990-1994
| Any  | Foto                                    | Guanyadora Film                   | Nominades Films |
| ---- | --------------------------------------- | --------------------------------- | --------------- |
| 1990 |                                         | Viper Mystery of the Golden Lotus |                 |
| 1991 |                                         | Deidre Holland (f) Veil           |                 |
| 1991 | Nina Hartley (v) The Last X-Rated Movie |                                   |                 |
| 1992 |                                         | Britt Morgan (f) On Trial         |                 |
| 1992 | Selena Steele (v) Sirens                |                                   |                 |
| 1993 |                                         | Ona Zee The Secret Garden (f)     |                 |
| 1993 | Melanie Moore (v) The Party             |                                   |                 |
| 1994 |                                         | Tianna (f) Justine                |                 |
| 1994 | Porsche Lynn (v) Servin' It Up          |                                   |                 |

### 1995-1999
| Any  | Foto                       | Guanyadora Film                 | Nominades Films |
| ---- | -------------------------- | ------------------------------- | --------------- |
| 1995 |                            | Tiffany Million (f) Sex         |                 |
| 1995 | Kaitlyn Ashley (v) Shame   |                                 |                 |
| 1996 |                            | Ariana (f) Desert Moon          |                 |
| 1996 | Jeanna Fine (v) Dear Diary |                                 |                 |
| 1997 |                            | Shanna McCullough (f) Bobby Sox |                 |
| 1997 | Juli Ashton (v) Head Trip  |                                 |                 |
| 1998 |                            | Melissa Hill (f) Bad Wives      |                 |
| 1998 | Jeanna Fine (v) Miscreants |                                 |                 |
| 1999 |                            | Chloe (f) The Masseuse 3        |                 |
| 1999 | Katie Gold (v) Pornogothic |                                 |                 |

### 2000-2004
| Any  | Foto                                     | Guanyadora Film                          | Nominades Films                    |
| ---- | ---------------------------------------- | ---------------------------------------- | ---------------------------------- |
| 2000 |                                          | Janine Lindemulder (f) Seven Deadly Sins | Melissa Hill Nothing to Hide 3 & 4 |
| 2000 | Misty Rain Things Change 3               | Janine Lindemulder (f) Seven Deadly Sins |                                    |
| 2000 | Regan Starr Seven Deadly Sins            | Janine Lindemulder (f) Seven Deadly Sins |                                    |
| 2000 | Sydnee Steele The Trophy                 | Janine Lindemulder (f) Seven Deadly Sins |                                    |
| 2000 | Kobe Tai The Awakening                   | Janine Lindemulder (f) Seven Deadly Sins |                                    |
| 2000 | Inari Vachs Three                        | Janine Lindemulder (f) Seven Deadly Sins |                                    |
| 2000 | Shanna McCullough (v) Double Feature!    |                                          |                                    |
| 2000 | Chloe Torn                               |                                          |                                    |
| 2000 | Dee Revenge                              |                                          |                                    |
| 2000 | Kylie Ireland The 69th Parallel          |                                          |                                    |
| 2000 | Tracy Love L.A. 399                      |                                          |                                    |
| 2000 | Missy The Kissing Game                   |                                          |                                    |
| 2000 | Coral Sands Crossroads                   |                                          |                                    |
| 2000 | Stephanie Swift Desiree                  |                                          |                                    |
| 2000 | Tina Tyler The Devil in Miss Jones       |                                          |                                    |
| 2001 |                                          | Chloe (f) True Blue                      | Julia Ann Secret Party             |
| 2001 | Bridgette Kerkove Watchers               | Chloe (f) True Blue                      |                                    |
| 2001 | Shanna McCullough Looker 2: Femme Fatale | Chloe (f) True Blue                      |                                    |
| 2001 | Sydnee Steele A Midsummer Night's Cream  | Chloe (f) True Blue                      |                                    |
| 2001 | Ava Vincent Adrenaline                   | Chloe (f) True Blue                      |                                    |
| 2001 | Midori (v) American Booty                |                                          |                                    |
| 2001 | Alexa Partners Forever                   |                                          |                                    |
| 2001 | Juli Ashton Best Friends                 |                                          |                                    |
| 2001 | Chloe White Lightning                    |                                          |                                    |
| 2001 | Jeanna Fine Ooze                         |                                          |                                    |
| 2001 | Bridgette Kerkove Out of Control         |                                          |                                    |
| 2001 | Anna Malle A Witch's Tail                |                                          |                                    |
| 2001 | Sonja Redd Goddaughter 5                 |                                          |                                    |
| 2001 | Tabitha Stevens Bride of Double Feature  |                                          |                                    |
| 2001 | Gwen Summers Trailer Trash Nurses        |                                          |                                    |
| 2001 | Keri Windsor The Collector               |                                          |                                    |
| 2002 |                                          | Julie Meadows (f) Fade to Black          | April Bad Wives 2                  |
| 2002 | Nikita Denise Rapunzel                   | Julie Meadows (f) Fade to Black          |                                    |
| 2002 | Kylie Ireland Bad Wives 2                | Julie Meadows (f) Fade to Black          |                                    |
| 2002 | Heather Lyn Free Sex on Earth            | Julie Meadows (f) Fade to Black          |                                    |
| 2002 | Shanna McCullough Mafioso                | Julie Meadows (f) Fade to Black          |                                    |
| 2002 | Sydnee Steele Marissa                    | Julie Meadows (f) Fade to Black          |                                    |
| 2002 |                                          | Ava Vincent (v) Succubus                 | Diana DeVoe Disturbed              |
| 2002 | Kylie Ireland Vengeance                  | Ava Vincent (v) Succubus                 |                                    |
| 2002 | Kelsey Destiny Calling                   | Ava Vincent (v) Succubus                 |                                    |
| 2002 | Bridgette Kerkove The Gate               | Ava Vincent (v) Succubus                 |                                    |
| 2002 | Inari Vachs Dead Men Don't Wear Rubbers  | Ava Vincent (v) Succubus                 |                                    |
| 2002 | Zana XXX Training                        | Ava Vincent (v) Succubus                 |                                    |
| 2003 |                                          | Belladonna (f) Fashionistas              | Adajja Love Games                  |
| 2003 | Rebecca Bardoux Heartbreaker             | Belladonna (f) Fashionistas              |                                    |
| 2003 | T.J. Hart Poison Angel                   | Belladonna (f) Fashionistas              |                                    |
| 2003 | Sharon Kane Heartbreaker                 | Belladonna (f) Fashionistas              |                                    |
| 2003 | Caroline Pierce Fashionistas             | Belladonna (f) Fashionistas              |                                    |
| 2003 | Misty Rain Les Vampyres 2                | Belladonna (f) Fashionistas              |                                    |
| 2003 | Gwen Summers Wifetaker                   | Belladonna (f) Fashionistas              |                                    |
| 2003 |                                          | Sydnee Steele (v) Breathless             | April Something So Right           |
| 2003 | Violet Blue Karma                        | Sydnee Steele (v) Breathless             |                                    |
| 2003 | Asia Carrera My Father's Wife            | Sydnee Steele (v) Breathless             |                                    |
| 2003 | Nikita Denise I Dream of Jenna           | Sydnee Steele (v) Breathless             |                                    |
| 2003 | Wendy Divine Jolean and the Pussycats    | Sydnee Steele (v) Breathless             |                                    |
| 2003 | Haven Out of Control 2                   | Sydnee Steele (v) Breathless             |                                    |
| 2003 | Brooke Hunter Sinful Rella               | Sydnee Steele (v) Breathless             |                                    |
| 2003 | Devinn Lane Turning Point                | Sydnee Steele (v) Breathless             |                                    |
| 2003 | Aurora Snow In & Out of Beverly Hills    | Sydnee Steele (v) Breathless             |                                    |
| 2003 | Ava Vincent Heartbreaker                 | Sydnee Steele (v) Breathless             |                                    |
| 2004 |                                          | Dru Berrymore (f) Heart of Darkness      | Sunrise Adams Heart of Darkness    |
| 2004 | Julie Meadows Mirror Image               | Dru Berrymore (f) Heart of Darkness      |                                    |
| 2004 | Ava Vincent Heart of Darkness            | Dru Berrymore (f) Heart of Darkness      |                                    |
| 2004 |                                          | Brooke Ballentyne (v) Rawhide            | Briana Banks Tricks                |
| 2004 | Asia Carrera Angel X                     | Brooke Ballentyne (v) Rawhide            |                                    |
| 2004 | Stormy Daniels Beautiful                 | Brooke Ballentyne (v) Rawhide            |                                    |
| 2004 | Jessica Drake About a Woman              | Brooke Ballentyne (v) Rawhide            |                                    |
| 2004 | Brooke Hunter Truck Stop Trixie          | Brooke Ballentyne (v) Rawhide            |                                    |
| 2004 | Jenna Haze Screwless                     | Brooke Ballentyne (v) Rawhide            |                                    |
| 2004 | Kaylynn Sweet 101                        | Brooke Ballentyne (v) Rawhide            |                                    |
| 2004 | Bridgette Kerkove Improper Conduct       | Brooke Ballentyne (v) Rawhide            |                                    |
| 2004 | Devinn Lane Space Nuts                   | Brooke Ballentyne (v) Rawhide            |                                    |
| 2004 | Ann Marie Rios Sweet 101                 | Brooke Ballentyne (v) Rawhide            |                                    |
| 2004 | Sydnee Steele Kink                       | Brooke Ballentyne (v) Rawhide            |                                    |

### 2005-2009
| Any  | Foto                                                    | Guanyadora Film                               | Nominades Films                                    |
| ---- | ------------------------------------------------------- | --------------------------------------------- | -------------------------------------------------- |
| 2005 |                                                         | Lezley Zen (f) Bare Stage                     | Violet Blue The 8th Sin                            |
| 2005 | Dasha The 8th Sin                                       | Lezley Zen (f) Bare Stage                     |                                                    |
| 2005 | Wendy Divine The Masseuse                               | Lezley Zen (f) Bare Stage                     |                                                    |
| 2005 | Ashley Blue (v) Adore                                   |                                               |                                                    |
| 2005 | Asia Carrera Sweatshop                                  |                                               |                                                    |
| 2005 | Chloe Misty Beethoven: The Musical                      |                                               |                                                    |
| 2005 | Stormy Daniels Suspicious Minds                         |                                               |                                                    |
| 2005 | Jessica Drake Killer Sex & Suicide Blondes              |                                               |                                                    |
| 2005 | Michelle Michaels Happily Never After                   |                                               |                                                    |
| 2005 | Katie Morgan High Desert Pirates                        |                                               |                                                    |
| 2005 | Rachel Rotten Café Flesh 3                              |                                               |                                                    |
| 2005 | Brittney Skye Payback                                   |                                               |                                                    |
| 2005 | Lezley Zen Fluff & Fold                                 |                                               |                                                    |
| 2006 |                                                         | Jenna Jameson (f) The New Devil in Miss Jones | Jessica Drake Eternity                             |
| 2006 | Roxanne Hall Les Bitches                                | Jenna Jameson (f) The New Devil in Miss Jones |                                                    |
| 2006 | T. J. Hart Scorpio Rising                               | Jenna Jameson (f) The New Devil in Miss Jones |                                                    |
| 2006 | Nicki Hunter Two Hot                                    | Jenna Jameson (f) The New Devil in Miss Jones |                                                    |
| 2006 | Jennifer Luv Scorpio Rising                             | Jenna Jameson (f) The New Devil in Miss Jones |                                                    |
| 2006 | Stormy Daniels (v) Camp Cuddly Pines Powertool Massacre |                                               |                                                    |
| 2006 | Nikki Benz Jack’s Teen America 2                        |                                               |                                                    |
| 2006 | Jessica Drake Camp Cuddly Pines Powertool Massacre      |                                               |                                                    |
| 2006 | Audrey Hollander Desperate Wives 2                      |                                               |                                                    |
| 2006 | Kimberly Kane Polarity                                  |                                               |                                                    |
| 2006 | Jennifer Luv Taboo 21                                   |                                               |                                                    |
| 2006 | Marie Luv Jack’s Teen America 7                         |                                               |                                                    |
| 2006 | Missy Monroe Debbie Goes to Rehab                       |                                               |                                                    |
| 2006 | Haley Paige Prisoner                                    |                                               |                                                    |
| 2006 | Lauren Phoenix The Edge Runner                          |                                               |                                                    |
| 2007 |                                                         | Kirsten Price (f) Manhunters                  | Dasha Emperor                                      |
| 2007 | Exotica Manhunters                                      | Kirsten Price (f) Manhunters                  |                                                    |
| 2007 | Liza Harper To Die For                                  | Kirsten Price (f) Manhunters                  |                                                    |
| 2007 | Carmen Hart Manhunters                                  | Kirsten Price (f) Manhunters                  |                                                    |
| 2007 | Austin Kincaid Fade to Black 2                          | Kirsten Price (f) Manhunters                  |                                                    |
| 2007 | Lexie Marie Fade to Black 2                             | Kirsten Price (f) Manhunters                  |                                                    |
| 2007 | Katsuni (v) Fashionistas Safado: The Challenge          |                                               |                                                    |
| 2007 | Alana Evans Corruption                                  |                                               |                                                    |
| 2007 | Nicki Hunter Wild Things on the Run 3                   |                                               |                                                    |
| 2007 | Kylie Ireland Corruption                                |                                               |                                                    |
| 2007 | Jassie Sacred Sin                                       |                                               |                                                    |
| 2007 | Kat Caliente                                            |                                               |                                                    |
| 2007 | Tory Lane The Fling                                     |                                               |                                                    |
| 2007 | Kaylani Lei Curse Eternal                               |                                               |                                                    |
| 2007 | Carmen Luvana Tailgunners                               |                                               |                                                    |
| 2007 | Katie Morgan Get Luckier!                               |                                               |                                                    |
| 2007 | Stefani Morgan Illicit                                  |                                               |                                                    |
| 2007 | Haley Paige The New Neighbors                           |                                               |                                                    |
| 2007 | Texas Presley Orgazmika                                 |                                               |                                                    |
| 2007 | Keri Sable The Visitors                                 |                                               |                                                    |
| 2007 | Aurora Snow Rumour Had 'Em                              |                                               |                                                    |
| 2008 |                                                         | Kylie Ireland (f) Layout                      | Monique Alexander Debbie Does Dallas ... Again     |
| 2008 | Penny Flame The Fashion Underground                     | Kylie Ireland (f) Layout                      |                                                    |
| 2008 | Joey Layout                                             | Kylie Ireland (f) Layout                      |                                                    |
| 2008 | Cara Lott Flasher                                       | Kylie Ireland (f) Layout                      |                                                    |
| 2008 | Hillary Scott Debbie Does Dallas ... Again              | Kylie Ireland (f) Layout                      |                                                    |
| 2008 | Hillary Scott (v) Upload                                |                                               |                                                    |
| 2008 | August Supernatural                                     |                                               |                                                    |
| 2008 | Jessica Drake Love Always                               |                                               |                                                    |
| 2008 | Alana Evans Not the Bradys XXX                          |                                               |                                                    |
| 2008 | Penny Flame Spunk'd the Movie                           |                                               |                                                    |
| 2008 | India Afrodite Superstar                                |                                               |                                                    |
| 2008 | Kylie Ireland Upload                                    |                                               |                                                    |
| 2008 | Veronica Jett Nowhere Angels                            |                                               |                                                    |
| 2008 | Katsuni Fashionistas Safado: Berlin                     |                                               |                                                    |
| 2008 | Kimberly Kane Ave. X                                    |                                               |                                                    |
| 2008 | Sunny Lane The Make Up                                  |                                               |                                                    |
| 2008 | Janine Lindemulder Janine Loves Jenna                   |                                               |                                                    |
| 2008 | Aurora Snow Insertz                                     |                                               |                                                    |
| 2008 | Charlotte Stokely Girls Lie                             |                                               |                                                    |
| 2008 | Shyla Stylez Coming Home                                |                                               |                                                    |
| 2009 |                                                         | Belladonna Pirates II: Stagnetti's Revenge    | Ashlynn Brooke Hearts and Minds II: Modern Warfare |
| 2009 | Cassandra Cruz Hearts and Minds II: Modern Warfare      | Belladonna Pirates II: Stagnetti's Revenge    |                                                    |
| 2009 | Claire Dames Night of the Giving Head                   | Belladonna Pirates II: Stagnetti's Revenge    |                                                    |
| 2009 | Stormy Daniels The Wicked                               | Belladonna Pirates II: Stagnetti's Revenge    |                                                    |
| 2009 | Kimberly Kane Miles From Needles                        | Belladonna Pirates II: Stagnetti's Revenge    |                                                    |
| 2009 | Katsuni Pirates II: Stagnetti's Revenge                 | Belladonna Pirates II: Stagnetti's Revenge    |                                                    |
| 2009 | Sunny Lane Roller Dollz                                 | Belladonna Pirates II: Stagnetti's Revenge    |                                                    |
| 2009 | Ava Lauren The Chauffeur's Daughter                     | Belladonna Pirates II: Stagnetti's Revenge    |                                                    |
| 2009 | Shawna Leneé This Ain't The Munsters XXX                | Belladonna Pirates II: Stagnetti's Revenge    |                                                    |
| 2009 | Marie Luv Bad News Betties                              | Belladonna Pirates II: Stagnetti's Revenge    |                                                    |
| 2009 | Katie Morgan Fired                                      | Belladonna Pirates II: Stagnetti's Revenge    |                                                    |
| 2009 | Bree Olson Carolina Jones & the Broken Covenant         | Belladonna Pirates II: Stagnetti's Revenge    |                                                    |
| 2009 | Teagan Presley Not Bewitched XXX                        | Belladonna Pirates II: Stagnetti's Revenge    |                                                    |
| 2009 | Stephanie Swift Burn                                    | Belladonna Pirates II: Stagnetti's Revenge    |                                                    |

### 2010-2014
| Any  | Foto                                                                    | Guanyadora Film                                       | Nominades Films                                |
| ---- | ----------------------------------------------------------------------- | ----------------------------------------------------- | ---------------------------------------------- |
| 2010 |                                                                         | Penny Flame Throat: A Cautionary Tale                 | Ashlynn Brooke 30 Rock: A XXX Parody           |
| 2010 | Jada Fire The Jeffersons: A XXX Parody                                  | Penny Flame Throat: A Cautionary Tale                 |                                                |
| 2010 | Sharon Kane Jenna Confidential                                          | Penny Flame Throat: A Cautionary Tale                 |                                                |
| 2010 | Kagney Linn Karter Not Married with Children XXX                        | Penny Flame Throat: A Cautionary Tale                 |                                                |
| 2010 | Sunny Lane Flight Attendants                                            | Penny Flame Throat: A Cautionary Tale                 |                                                |
| 2010 | Lindsey Meadows The Price of Lust                                       | Penny Flame Throat: A Cautionary Tale                 |                                                |
| 2010 | Katie Morgan The Love Box                                               | Penny Flame Throat: A Cautionary Tale                 |                                                |
| 2010 | Brittany O'Connell Not Married with Children XXX                        | Penny Flame Throat: A Cautionary Tale                 |                                                |
| 2010 | Kirsten Price 2040                                                      | Penny Flame Throat: A Cautionary Tale                 |                                                |
| 2010 | Amber Rayne The 8th Day                                                 | Penny Flame Throat: A Cautionary Tale                 |                                                |
| 2010 | Kristina Rose Seinfeld: A XXX Parody                                    | Penny Flame Throat: A Cautionary Tale                 |                                                |
| 2010 | Hillary Scott Fleshed Out                                               | Penny Flame Throat: A Cautionary Tale                 |                                                |
| 2010 | Misty Stone Flight Attendants                                           | Penny Flame Throat: A Cautionary Tale                 |                                                |
| 2010 | Brynn Tyler Not Three's Company XXX                                     | Penny Flame Throat: A Cautionary Tale                 |                                                |
| 2011 |                                                                         | Lexi Belle Batman XXX: A Porn Parody                  | Tori Black Stripper Diaries                    |
| 2011 | Tara Lynn Foxx This Ain't Glee XXX                                      | Lexi Belle Batman XXX: A Porn Parody                  |                                                |
| 2011 | Sasha Grey Real Wife Stories 6                                          | Lexi Belle Batman XXX: A Porn Parody                  |                                                |
| 2011 | Kylie Ireland Scorned                                                   | Lexi Belle Batman XXX: A Porn Parody                  |                                                |
| 2011 | Annabelle Lee Cheers: A XXX Parody                                      | Lexi Belle Batman XXX: A Porn Parody                  |                                                |
| 2011 | Lorelei Lee An Open Invitation: A Real Swinger's Party in San Francisco | Lexi Belle Batman XXX: A Porn Parody                  |                                                |
| 2011 | Melissa Monet River Rock Women’s Prison                                 | Lexi Belle Batman XXX: A Porn Parody                  |                                                |
| 2011 | Kirsten Price Speed                                                     | Lexi Belle Batman XXX: A Porn Parody                  |                                                |
| 2011 | Rayveness Couples Camp                                                  | Lexi Belle Batman XXX: A Porn Parody                  |                                                |
| 2011 | Kristina Rose Seinfeld 2: A XXX Parody                                  | Lexi Belle Batman XXX: A Porn Parody                  |                                                |
| 2011 | Andy San Dimas Malice in Lalaland                                       | Lexi Belle Batman XXX: A Porn Parody                  |                                                |
| 2011 | Misty Stone Awakening to Love                                           | Lexi Belle Batman XXX: A Porn Parody                  |                                                |
| 2011 | India Summer The Sex Files 2: A Dark XXX Parody                         | Lexi Belle Batman XXX: A Porn Parody                  |                                                |
| 2011 | Sarah Vandella Official Wife Swap Parody                                | Lexi Belle Batman XXX: A Porn Parody                  |                                                |
| 2012 |                                                                         | Jesse Jane Fighters                                   | Brooke Lee Adams The Flintstones: A XXX Parody |
| 2012 | Alektra Blue The Rocki Whore Picture Show: A Hardcore Parody            | Jesse Jane Fighters                                   |                                                |
| 2012 | Dana DeArmond Beverly Hillbillies: A XXX Parody                         | Jesse Jane Fighters                                   |                                                |
| 2012 | Kimberly Kane Horizon                                                   | Jesse Jane Fighters                                   |                                                |
| 2012 | Kagney Linn Karter Beverly Hillbillies: A XXX Parody                    | Jesse Jane Fighters                                   |                                                |
| 2012 | Kayden Kross Fighters                                                   | Jesse Jane Fighters                                   |                                                |
| 2012 | Lily LaBeau Pervert                                                     | Jesse Jane Fighters                                   |                                                |
| 2012 | Brooklyn Lee Spider-Man XXX: A Porn Parody                              | Jesse Jane Fighters                                   |                                                |
| 2012 | Chanel Preston Rezervoir Doggs: An Exquisite Films Parody               | Jesse Jane Fighters                                   |                                                |
| 2012 | Ann Marie Rios Escaladies                                               | Jesse Jane Fighters                                   |                                                |
| 2012 | Samantha Ryan Pervert                                                   | Jesse Jane Fighters                                   |                                                |
| 2012 | Bobbi Starr Scooby Doo: A XXX Parody                                    | Jesse Jane Fighters                                   |                                                |
| 2012 | India Summer Eternal                                                    | Jesse Jane Fighters                                   |                                                |
| 2012 | Sarah Vandella Official Psycho Parody                                   | Jesse Jane Fighters                                   |                                                |
| 2013 |                                                                         | Capri Anderson Pee-Wee’s XXX Adventure: A Porn Parody | Tori Black Official The Hangover Parody        |
| 2013 | Dana DeArmond Voilà                                                     | Capri Anderson Pee-Wee’s XXX Adventure: A Porn Parody |                                                |
| 2013 | Gracie Glam Spartacus MMXII: The Beginning                              | Capri Anderson Pee-Wee’s XXX Adventure: A Porn Parody |                                                |
| 2013 | Kimberly Kane Official The Hangover Parody                              | Capri Anderson Pee-Wee’s XXX Adventure: A Porn Parody |                                                |
| 2013 | Kagney Linn Karter Godfather: A Dreamzone Parody                        | Capri Anderson Pee-Wee’s XXX Adventure: A Porn Parody |                                                |
| 2013 | Devon Lee Spartacus MMXII: The Beginning                                | Capri Anderson Pee-Wee’s XXX Adventure: A Porn Parody |                                                |
| 2013 | Lea Lexis Voracious: The First Season                                   | Capri Anderson Pee-Wee’s XXX Adventure: A Porn Parody |                                                |
| 2013 | Chanel Preston The Valley                                               | Capri Anderson Pee-Wee’s XXX Adventure: A Porn Parody |                                                |
| 2013 | Raylene Torn                                                            | Capri Anderson Pee-Wee’s XXX Adventure: A Porn Parody |                                                |
| 2013 | Andy San Dimas Shared Wives                                             | Capri Anderson Pee-Wee’s XXX Adventure: A Porn Parody |                                                |
| 2013 | Celeste Star Revenge of the Petites                                     | Capri Anderson Pee-Wee’s XXX Adventure: A Porn Parody |                                                |
| 2013 | Bobbi Starr Dallas XXX: A Parody                                        | Capri Anderson Pee-Wee’s XXX Adventure: A Porn Parody |                                                |
| 2013 | Misty Stone Men in Black: A Hardcore Parody                             | Capri Anderson Pee-Wee’s XXX Adventure: A Porn Parody |                                                |
| 2013 | India Summer Torn                                                       | Capri Anderson Pee-Wee’s XXX Adventure: A Porn Parody |                                                |
| 2014 |                                                                         | Brandy Aniston Not The Wizard of Oz XXX               | Bailey Blue Change of Heart                    |
| 2014 | Alyssa Branch Bridesmaids                                               | Brandy Aniston Not The Wizard of Oz XXX               |                                                |
| 2014 | Dana DeArmond Orgy University                                           | Brandy Aniston Not The Wizard of Oz XXX               |                                                |
| 2014 | Alexis Ford Just in Beaver Fever                                        | Brandy Aniston Not The Wizard of Oz XXX               |                                                |
| 2014 | Zoey Holloway Homecoming                                                | Brandy Aniston Not The Wizard of Oz XXX               |                                                |
| 2014 | Chastity Lynn Clerks XXX: A Porn Parody                                 | Brandy Aniston Not The Wizard of Oz XXX               |                                                |
| 2014 | Odile Daddy's Girls                                                     | Brandy Aniston Not The Wizard of Oz XXX               |                                                |
| 2014 | Chanel Preston Laverne & Shirley XXX: A DreamZone Parody                | Brandy Aniston Not The Wizard of Oz XXX               |                                                |
| 2014 | Jessa Rhodes Bikini Outlaws                                             | Brandy Aniston Not The Wizard of Oz XXX               |                                                |
| 2014 | Claire Robbins What Do You Want Me to Say?                              | Brandy Aniston Not The Wizard of Oz XXX               |                                                |
| 2014 | Samantha Ryan Man of Steel XXX: An Axel Braun Parody                    | Brandy Aniston Not The Wizard of Oz XXX               |                                                |
| 2014 | Stoya Code of Honor                                                     | Brandy Aniston Not The Wizard of Oz XXX               |                                                |
| 2014 | Trinity St. Clair Grease XXX                                            | Brandy Aniston Not The Wizard of Oz XXX               |                                                |
| 2014 | Christie Stevens OMG … It's the Dirty Dancing XXX Parody                | Brandy Aniston Not The Wizard of Oz XXX               |                                                |

### 2015-2019
| Any  | Foto                                                                         | Guanyadora Film                                             | Nominades Films                          |
| ---- | ---------------------------------------------------------------------------- | ----------------------------------------------------------- | ---------------------------------------- |
| 2015 |                                                                              | Veronica Avluv Cinderella XXX: An Axel Braun Parody         | Julia Ann Thor XXX: An Axel Braun Parody |
| 2015 | Carmen Caliente Not Jersey Boys XXX: A Porn Musical                          | Veronica Avluv Cinderella XXX: An Axel Braun Parody         |                                          |
| 2015 | Stormy Daniels Sleeping Beauty XXX: An Axel Braun Parody                     | Veronica Avluv Cinderella XXX: An Axel Braun Parody         |                                          |
| 2015 | Skin Diamond The Doctor Whore Porn Parody                                    | Veronica Avluv Cinderella XXX: An Axel Braun Parody         |                                          |
| 2015 | Alana Evans E.T. XXX: A DreamZone Parody                                     | Veronica Avluv Cinderella XXX: An Axel Braun Parody         |                                          |
| 2015 | Nina Hartley Owner Gets Clipped                                              | Veronica Avluv Cinderella XXX: An Axel Braun Parody         |                                          |
| 2015 | Kylie Ireland The Pornographer                                               | Veronica Avluv Cinderella XXX: An Axel Braun Parody         |                                          |
| 2015 | Aaliyah Love American Hustle XXX Porn Parody                                 | Veronica Avluv Cinderella XXX: An Axel Braun Parody         |                                          |
| 2015 | Belle Noire The Long Hard Ride                                               | Veronica Avluv Cinderella XXX: An Axel Braun Parody         |                                          |
| 2015 | Chanel Preston Cape Fear XXX                                                 | Veronica Avluv Cinderella XXX: An Axel Braun Parody         |                                          |
| 2015 | Jessa Rhodes Second Chances                                                  | Veronica Avluv Cinderella XXX: An Axel Braun Parody         |                                          |
| 2015 | Claire Robbins 24 XXX: An Axel Braun Parody                                  | Veronica Avluv Cinderella XXX: An Axel Braun Parody         |                                          |
| 2015 | Siri Sweetness and Light                                                     | Veronica Avluv Cinderella XXX: An Axel Braun Parody         |                                          |
| 2015 | Aiden Starr Pornocopia                                                       | Veronica Avluv Cinderella XXX: An Axel Braun Parody         |                                          |
| 2016 |                                                                              | Kleio Valentien Batman v Superman XXX: An Axel Braun Parody | Anikka Albrite The Turning               |
| 2016 | Julia Ann Stryker                                                            | Kleio Valentien Batman v Superman XXX: An Axel Braun Parody |                                          |
| 2016 | Skin Diamond Love, Sex & TV News                                             | Kleio Valentien Batman v Superman XXX: An Axel Braun Parody |                                          |
| 2016 | Jessica Drake Starmaker                                                      | Kleio Valentien Batman v Superman XXX: An Axel Braun Parody |                                          |
| 2016 | Allie Haze Love, Lust & Longing                                              | Kleio Valentien Batman v Superman XXX: An Axel Braun Parody |                                          |
| 2016 | Karla Kush My Girlfriend's Mother 8                                          | Kleio Valentien Batman v Superman XXX: An Axel Braun Parody |                                          |
| 2016 | Abigail Mac Flesh                                                            | Kleio Valentien Batman v Superman XXX: An Axel Braun Parody |                                          |
| 2016 | Chanel Preston This Ain't The Interview XXX                                  | Kleio Valentien Batman v Superman XXX: An Axel Braun Parody |                                          |
| 2016 | Amber Rayne Wanted                                                           | Kleio Valentien Batman v Superman XXX: An Axel Braun Parody |                                          |
| 2016 | Jessa Rhodes Sisters of Anarchy                                              | Kleio Valentien Batman v Superman XXX: An Axel Braun Parody |                                          |
| 2016 | Celeste Star Saving Humanity                                                 | Kleio Valentien Batman v Superman XXX: An Axel Braun Parody |                                          |
| 2016 | Misty Stone Magic Mike XXXL: A Hardcore Parody                               | Kleio Valentien Batman v Superman XXX: An Axel Braun Parody |                                          |
| 2016 | Stoya Screwing Wall Street: The Arrangement Finders IPO                      | Kleio Valentien Batman v Superman XXX: An Axel Braun Parody |                                          |
| 2016 | Kasey Warner Mother's Little Helper                                          | Kleio Valentien Batman v Superman XXX: An Axel Braun Parody |                                          |
| 2017 |                                                                              | Joanna Angel Cindy Queen of Hell                            | Britney Amber The Donald                 |
| 2017 | Julia Ann Keep It in the Family                                              | Joanna Angel Cindy Queen of Hell                            |                                          |
| 2017 | Mercedes Carrera Project Pandora: A Psychosexual Lesbian Thriller            | Joanna Angel Cindy Queen of Hell                            |                                          |
| 2017 | Adriana Chechik Color Blind                                                  | Joanna Angel Cindy Queen of Hell                            |                                          |
| 2017 | Bree Daniels Lefty                                                           | Joanna Angel Cindy Queen of Hell                            |                                          |
| 2017 | Alexis Fawx The Preacher’s Daughter                                          | Joanna Angel Cindy Queen of Hell                            |                                          |
| 2017 | Holly Heart The Young & the Rest of Us                                       | Joanna Angel Cindy Queen of Hell                            |                                          |
| 2017 | Kendra James Missing: A Lesbian Crime Story                                  | Joanna Angel Cindy Queen of Hell                            |                                          |
| 2017 | Karla Kush Forbidden Affairs 5: My Wife’s Daughter                           | Joanna Angel Cindy Queen of Hell                            |                                          |
| 2017 | Angel Long Hard in Love                                                      | Joanna Angel Cindy Queen of Hell                            |                                          |
| 2017 | Aaliyah Love New Beginnings                                                  | Joanna Angel Cindy Queen of Hell                            |                                          |
| 2017 | Katie Morgan Republican Candidate Wife Swap                                  | Joanna Angel Cindy Queen of Hell                            |                                          |
| 2017 | April O'Neil Ten Inch Mutant Ninja Turtles and Other Porn Parodies           | Joanna Angel Cindy Queen of Hell                            |                                          |
| 2017 | Jessa Rhodes Good Little Girl                                                | Joanna Angel Cindy Queen of Hell                            |                                          |
| 2017 | Kasey Warner Color Blind                                                     | Joanna Angel Cindy Queen of Hell                            |                                          |
| 2018 |                                                                              | Kristen Scott Half His Age: A Teenage Tragedy               | Joanna Angel My Killer Girlfriend        |
| 2018 | A.J. Applegate Adventures With the Baumgartners                              | Kristen Scott Half His Age: A Teenage Tragedy               |                                          |
| 2018 | Kat Dior Extradition                                                         | Kristen Scott Half His Age: A Teenage Tragedy               |                                          |
| 2018 | Karlee Grey Ingenue                                                          | Kristen Scott Half His Age: A Teenage Tragedy               |                                          |
| 2018 | Nina Hartley Confessions of a Sinful Nun                                     | Kristen Scott Half His Age: A Teenage Tragedy               |                                          |
| 2018 | Elsa Jean Nerds                                                              | Kristen Scott Half His Age: A Teenage Tragedy               |                                          |
| 2018 | Aaliyah Love Inner Demons                                                    | Kristen Scott Half His Age: A Teenage Tragedy               |                                          |
| 2018 | Kira Noir Ethni•City                                                         | Kristen Scott Half His Age: A Teenage Tragedy               |                                          |
| 2018 | Brett Rossi Fantasy Factory                                                  | Kristen Scott Half His Age: A Teenage Tragedy               |                                          |
| 2018 | Chanel Preston The Obsession                                                 | Kristen Scott Half His Age: A Teenage Tragedy               |                                          |
| 2018 | Layla Sin Love for Sale 2                                                    | Kristen Scott Half His Age: A Teenage Tragedy               |                                          |
| 2018 | Luna Star Bad Babes Inc.                                                     | Kristen Scott Half His Age: A Teenage Tragedy               |                                          |
| 2018 | Violet Starr The Submission of Emma Marx: Evolved                            | Kristen Scott Half His Age: A Teenage Tragedy               |                                          |
| 2018 | Charlotte Stokely Justice League XXX: An Axel Braun Parody                   | Kristen Scott Half His Age: A Teenage Tragedy               |                                          |
| 2019 |                                                                              | Joanna Angel A Trailer Park Taboo                           | Kat Dior The Cursed XXX                  |
| 2019 | Kenna James The Puppeteer                                                    | Joanna Angel A Trailer Park Taboo                           |                                          |
| 2019 | Elsa Jean Talk Derby to Me                                                   | Joanna Angel A Trailer Park Taboo                           |                                          |
| 2019 | JoJo Kiss Flawless                                                           | Joanna Angel A Trailer Park Taboo                           |                                          |
| 2019 | Lily LaBeau Star Wars: The Last Temptation – A Digital Playground XXX Parody | Joanna Angel A Trailer Park Taboo                           |                                          |
| 2019 | Ivy Lebelle I Know Who You Fucked Last Halloween                             | Joanna Angel A Trailer Park Taboo                           |                                          |
| 2019 | April O’Neil Fantasy Factory: Wastelands                                     | Joanna Angel A Trailer Park Taboo                           |                                          |
| 2019 | Penny Pax Lady Boss                                                          | Joanna Angel A Trailer Park Taboo                           |                                          |
| 2019 | Romi Rain The Seduction of Heidi                                             | Joanna Angel A Trailer Park Taboo                           |                                          |
| 2019 | Alison Rey The Call Girl                                                     | Joanna Angel A Trailer Park Taboo                           |                                          |
| 2019 | Charlotte Stokely Becoming Elsa: A Coming of Age Story                       | Joanna Angel A Trailer Park Taboo                           |                                          |
| 2019 | Misty Stone Cartel Sex                                                       | Joanna Angel A Trailer Park Taboo                           |                                          |
| 2019 | Stoya Talk Derby to Me                                                       | Joanna Angel A Trailer Park Taboo                           |                                          |
| 2019 | Sarah Vandella Anne: A Taboo Parody                                          | Joanna Angel A Trailer Park Taboo                           |                                          |

### 2020-2021
| Any  | Foto                                                                | Guanyadora Film     | Nominades Films                      |
| ---- | ------------------------------------------------------------------- | ------------------- | ------------------------------------ |
| 2020 |                                                                     | Maitland Ward Drive | Joanna Angel Love Song               |
| 2020 | Nina Hartley Confessions of a Sinful Nun 2: The Rise of Sister Mona | Maitland Ward Drive |                                      |
| 2020 | Ella Hughes Uninvited                                               | Maitland Ward Drive |                                      |
| 2020 | Kenna James Teenage Lesbian                                         | Maitland Ward Drive |                                      |
| 2020 | Avi Love A Daughter’s Deception                                     | Maitland Ward Drive |                                      |
| 2020 | Kira Noir The Gentleman                                             | Maitland Ward Drive |                                      |
| 2020 | Penny Pax Lost Love                                                 | Maitland Ward Drive |                                      |
| 2020 | Mona Wales The Girls Next Door                                      | Maitland Ward Drive |                                      |
| 2020 | Jane Wilde Better Things to Do                                      | Maitland Ward Drive |                                      |
| 2021 |                                                                     | Kira Noir Primary   | Joanna Angel The Path to Forgiveness |
| 2021 | Vanna Bardot A Killer on the Loose                                  | Kira Noir Primary   |                                      |
| 2021 | Adriana Chechik Muse                                                | Kira Noir Primary   |                                      |
| 2021 | Kenna James Pushing Boundaries                                      | Kira Noir Primary   |                                      |
| 2021 | Avi Love The Ex-Girlfriend Debacle                                  | Kira Noir Primary   |                                      |
| 2021 | Penny Pax Primary                                                   | Kira Noir Primary   |                                      |
| 2021 | Demi Sutra Prison Heat                                              | Kira Noir Primary   |                                      |
| 2021 | Daisy Taylor The Path to Forgiveness                                | Kira Noir Primary   |                                      |
| 2021 | Whitney Wright The Producer II                                      | Kira Noir Primary   |                                      |